# 迪里科
17°59′6″S 20°46′37″E / 17.98500°S 20.77694°E

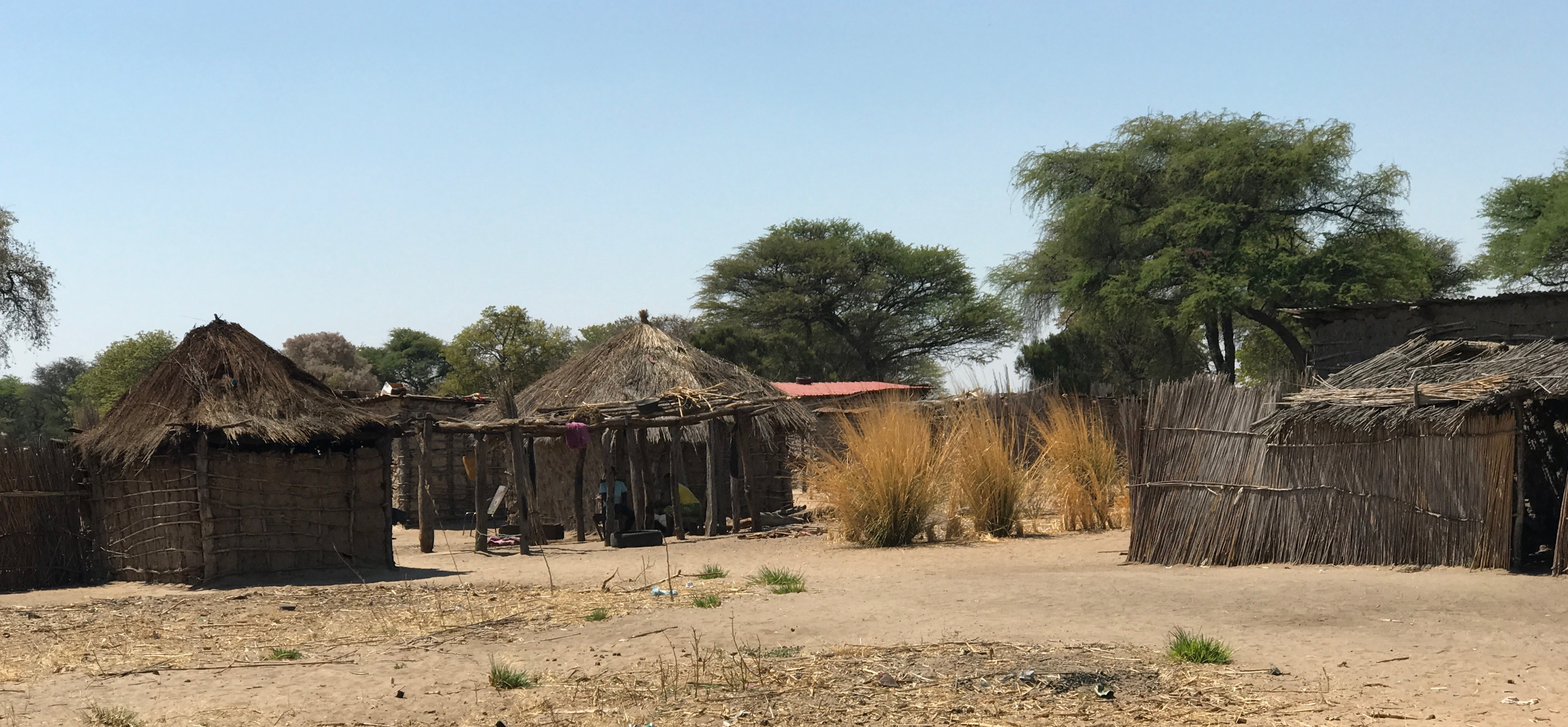
迪里科

迪里科（葡萄牙語：Dirico），是安哥拉的城鎮，位於該國東南部，由庫安多古班哥省負責管轄，北鄰馬溫加，面積18,590平方公里，2011年人口41,000，人口密度每平方公里2人。